# Haßberge járás
Haßberge járás egy járás Bajorországban. Haßberge járás Coburg, Bamberg, Schweinfurt, Rhön-Grabfeld és Hildburghausen járásokkal határos. Lakosainak száma 84 599 fő (2019. október 31.).

## Népesség
A járás népessége az elmúlt években az alábbi módon változott:
| Lakosok száma | 81 537 | 80 257 | 84 226 | 84 090 | 84 152 | 84 581 | 84 373 | 84 464 | 84 599 |
|               | 1970   | 1987   | 2012   | 2013   | 2014   | 2015   | 2016   | 2017   | 2019   |